# Proprietary trading
Il proprietary trading (anche detto prop trading) si riferisce all'attività di trading realizzata da una banca o un'istituzione finanziaria con il proprio capitale, piuttosto che con quello dei depositanti o dei clienti, con l'obiettivo di realizzare un profitto per se stessa.
Questa attività può includere l'acquisto e la vendita di azioni, obbligazioni, valute, materie prime, derivati e altri strumenti finanziari.

## Prop Trading: Funzionamento
Il prop trading è gestito da investitori esperti chiamati appunto: prop trader. Questi trader prendono decisioni strategiche per costruire e gestire portafogli d'investimento per una banca o una società finanziaria, nota come Proprietary Firm o Prop House. L'obiettivo principale è aumentare il capitale della società, senza utilizzare fondi personali.
I prop trader non agiscono come broker o consulenti. Hanno a disposizione un capitale da gestire e in molti casi non sono responsabili per eventuali perdite. Tuttavia, sono incentivati a massimizzare i profitti attraverso commissioni proporzionate alla redditività. Se non raggiungono risultati soddisfacenti, la loro collaborazione può terminare.

## Strategie di Proprietary Trading
Le banche e le istituzioni finanziarie che praticano il prop trading possono adottare una varietà di strategie, tra cui:
- l'arbitraggio dell'indice,
- l'arbitraggio statistico,
- l'arbitraggio di concentrazione,
- l'analisi fondamentale,
- l'arbitraggio di volatilità,
- il global macro trading,

il tutto effettuato in modo simile a un hedge fund. 
Alcuni osservatori ritengono che le grandi banche mantengano intenzionalmente ambigua la distinzione tra investimenti proprietari e non proprietari, poiché il proprietary trading è considerato più rischioso e volatile.

## Conflitti di Interesse
Il proprietary trading può generare conflitti di interesse tra le banche e i loro clienti. Ad esempio, le banche possono avere accesso a informazioni riservate riguardanti fusioni e acquisizioni, consentendo ai trader di sfruttare tali informazioni in modo inappropriato. Sebbene sia richiesto che le banche mantengano una separazione tra le divisioni di trading e investment banking, questa separazione è spesso sotto scrutinio. Il front running è un altro potenziale conflitto, in cui un broker può avvantaggiarsi rispetto ai clienti sfruttando i dati del libro ordini.